# IC 2629
IC 2629 ist eine linsenförmige Galaxie vom Hubble-Typ S0-a im Sternbild Löwe an der Ekliptik. Sie ist schätzungsweise 616 Millionen Lichtjahre von der Milchstraße entfernt.
Das Objekt wurde am 27. März 1906 von Max Wolf entdeckt.